# Colotis eborea
Colotis eborea är en fjärilsart som först beskrevs av Stoll 1781.  Colotis eborea ingår i släktet Colotis och familjen vitfjärilar. Inga underarter finns listade i Catalogue of Life.